# Pompeu Fabra i Poch
Pompeu Fabra i Poch (Gràcia, 20 februari 1868 – Prada de Conflent, 25 december 1948) was een Catalaans industrieel ingenieur, lexicograaf en taalkundige, grondlegger van de moderne Catalaanse grammatica en spelling.

## Biografie

### Jeugd
Pompeu Fabra was de jongste van een gezin van dertien kinderen, van wie er naast hem slechts twee de eerste weken overleefden, zijn vader was Josep Fabra i Roca en zijn moeder Carolina Poch i Martí. In 1873 was hij vijf jaar oud toen de Eerste Spaanse Republiek werd uitgeroepen en zijn republikeinse vader burgemeester van Gràcia (nu gefuseerd met Barcelona) werd. Ofschoon de familie een jaar later naar Barcelona verhuisde, voelde hij zich steeds als iemand van Gràcia.
Hij studeerde voor industrieel ingenieur maar al tijdens zijn studies toonde hij veel filologische interesse. In 1891 publiceerde de uitgeverij L'Avenç zijn Ensayo de gramática de catalán moderno Samen met Joaquim Casas Carbó en Jaume Massó i Torrents, lanceerde hij de tweede sensibiliseringscampagne voor het Catalaans in het tijdschrift Avenç. Dat was het begin van de eerste wetenschappelijke beschrijving en systematisering van de taal en de basis voor de latere normalisering.

### Academische carrière: schei- en taalkundige

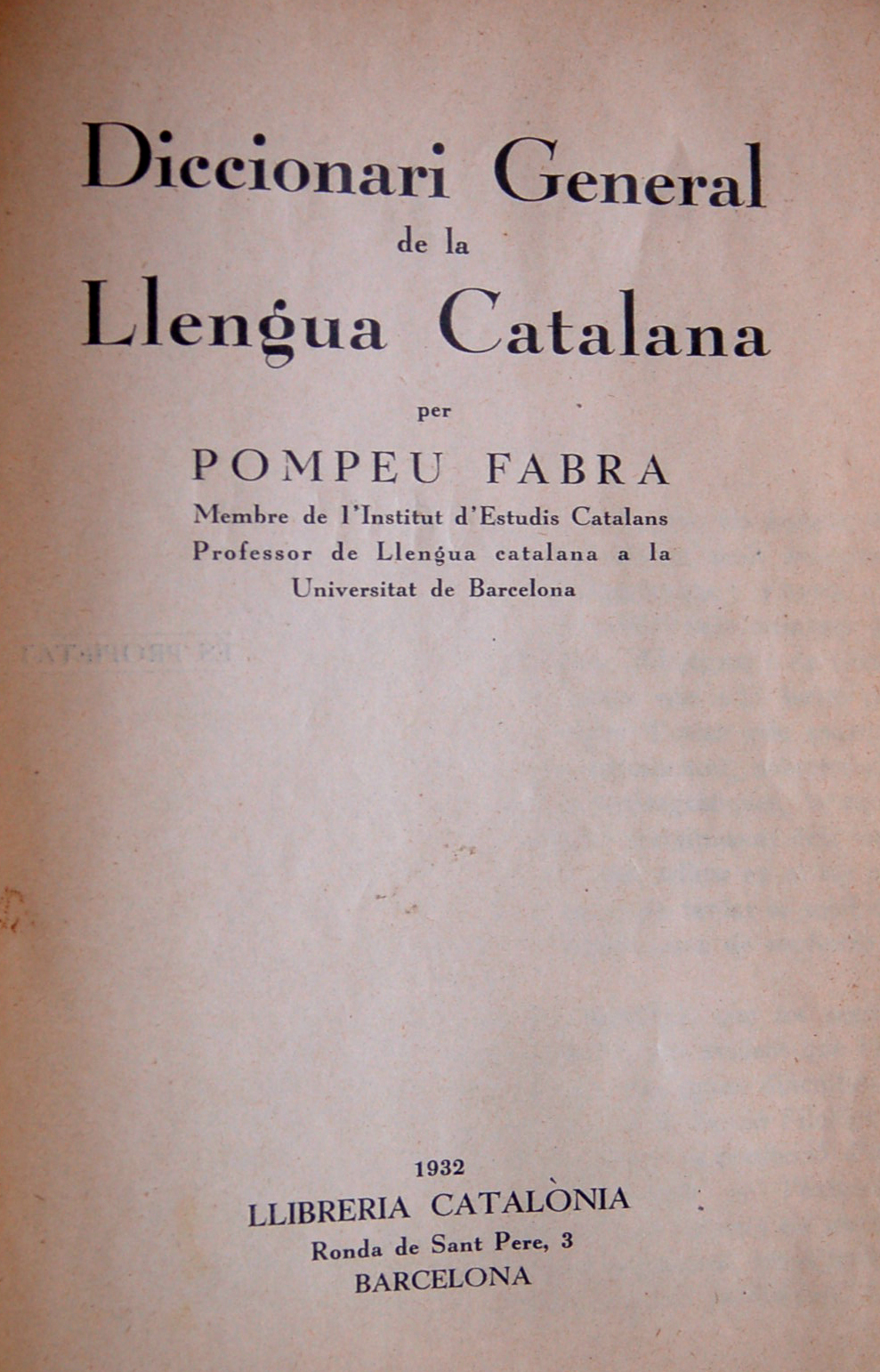
Voorpagina van het Diccionari uit 1932

In 1902 slaagde hij in de wedstrijd voor de leerstoel scheikunde aan de Universiteit van Bilbo en verbleef er tot 1912. Ondanks de afstand en levend in een anderstalige stad, bleef hij zich voor zijn moedertaal interesseren. Zijn bijdragen op het Eerste Internationale Congres van de Catalaanse Taal in 1906 werden zeer gewaardeerd. Toen het jaar daarop het Institut d'Estudis Catalans opgericht werd, werd hij onder impuls van Enric Prat de la Riba tot directeur van de afdeling taalkunde benoemd. In 1912 publiceerde hij de Gramática de la lengua catalana, eigenaardig genoeg in het Castiliaans. In 1913 volgde dan de Normes ortogràfiques. Het publiek was verdeeld in aanhangers en tegenstanders en er werd heftig gepolemiseerd. Het feit dat hij rekening hield met de uitspraakverschillen tussen de regio's en met de etymologie waren twee belangrijke punten van discussie. Met de publicatie van het Diccionari ortogràfic of Spellingswoordenboek in 1917 was zijn taalkundige trilogie voltooid.
In 1918 werd zijn spraakkunst als officiële norm erkend. Dit was een belangrijke stap vooruit voor het catalanisme na decennia van verwaarlozing van de taal en verwarring door gebrek aan uniforme spelling. In 1931 heeft hij nog een handleiding voor leraren uitgegeven, de Curs Mitja de gramàtica catalana die in 1968, nog onder het franquistische regime als Introducció a la gramàtica catalana werd herdrukt. In 1924 publiceerde hij nog Converses filològiques, een soort causerieën over frequente taalkundige twijfelgevallen.
In 1932 kreeg hij op grond van zijn reputatie de nieuw opgerichte leerstoel Catalaanse Filologie aan de Universiteit van Barcelona. Dit was de eerste keer dat Catalaans op academisch niveau onderwezen werd.
In 1934 was hij een van de ondertekenaars van het manifest ‘Per la conservació de la raça catalana’ (Voor de bewaking de Catalaanse raszuiverheid). Dit racistische manifest paste in de tijd waarin menselijke eugenetica een bespreekbaar onderwerp was. Heden ten dage zijn dergelijke opvattingen buiten Catalonië niet meer aanvaardbaar.

### Na 1939: in ballingschap
In 1939 vluchtte hij naar Frankrijk, vijf dagen voor de troepen van rebellenleider Francisco Franco Barcelona veroverden en kort daarop de Catalaanse taal en instellingen verboden werden. Na een lange zwerftocht zal hij zich uiteindelijk in Prada, in Noord-Catalonië (Frankrijk) vestigen. Hij blijft werken aan een nieuwe verbeterde versie van zijn bekende spraakkunst, die postuum, in 1956 onder de titel Gramàtica Catalana door Joan Coromines wordt uitgegeven. Van 14 september 1945 tot 22 januari 1948 was hij raadslid van de Catalaanse regering in ballingschap.
Hij stierf in Prada op 25 december 1948.

### Erkenning
Op verschillende plaatsen in Catalonië werden straten en pleinen naar hem vernoemd, een van de bekendste is de Avinguda Pompeu Fabra in de wijk waar hij geboren werd. Op 18 juni 1990 creëerde de Generalitat de eveneens naar hem genoemde Universitat Pompeu Fabra. Het nieuwe metrostation Badalona Pompeu Fabra (2010) kreeg zijn naam, ter herinnering aan de meer dan 30 jaar die hij in deze voorstad van Barcelona gewoond heeft.

## Lexicografische principes
Bij het al of niet opnemen van woorden in het standaardwoordenboek hield hij rekening met de volgende principes:
1. Archaïsmen en moeilijk algemeen aanvaardbare dialectwoorden werden vermeden
2. Woorden die zo goed als in onbruik geraakt zijn worden vermeden.
3. Bastaardwoorden waarvoor een eigen Catalaans equivalent bestaat of die het vormen van een Catalaans neologisme zouden bemoeilijken, worden niet opgenomen
4. Algemeen gangbare technische termen al of niet van Griekse en Latijnse origine worden in hun gecatalaniseerde vorm opgenomen